# Selca
Selca (italsky Selza) je vesnice a správní středisko stejnojmenné opčiny v Chorvatsku ve Splitsko-dalmatské župě. Nachází se ve vnitrozemí ostrova Brač, asi 33 km jihovýchodně od Supetaru. V roce 2011 žilo v Selce 846 obyvatel, v celé opčině pak 1 804 obyvatel.
Opčina zahrnuje celkem 4 samostatné vesnice:
- Novo Selo – 152 obyvatel
- Povlja – 332 obyvatel
- Selca – 846 obyvatel
- Sumartin – 474 obyvatel

Opčinou prochází silnice D113.